# České překlady bible

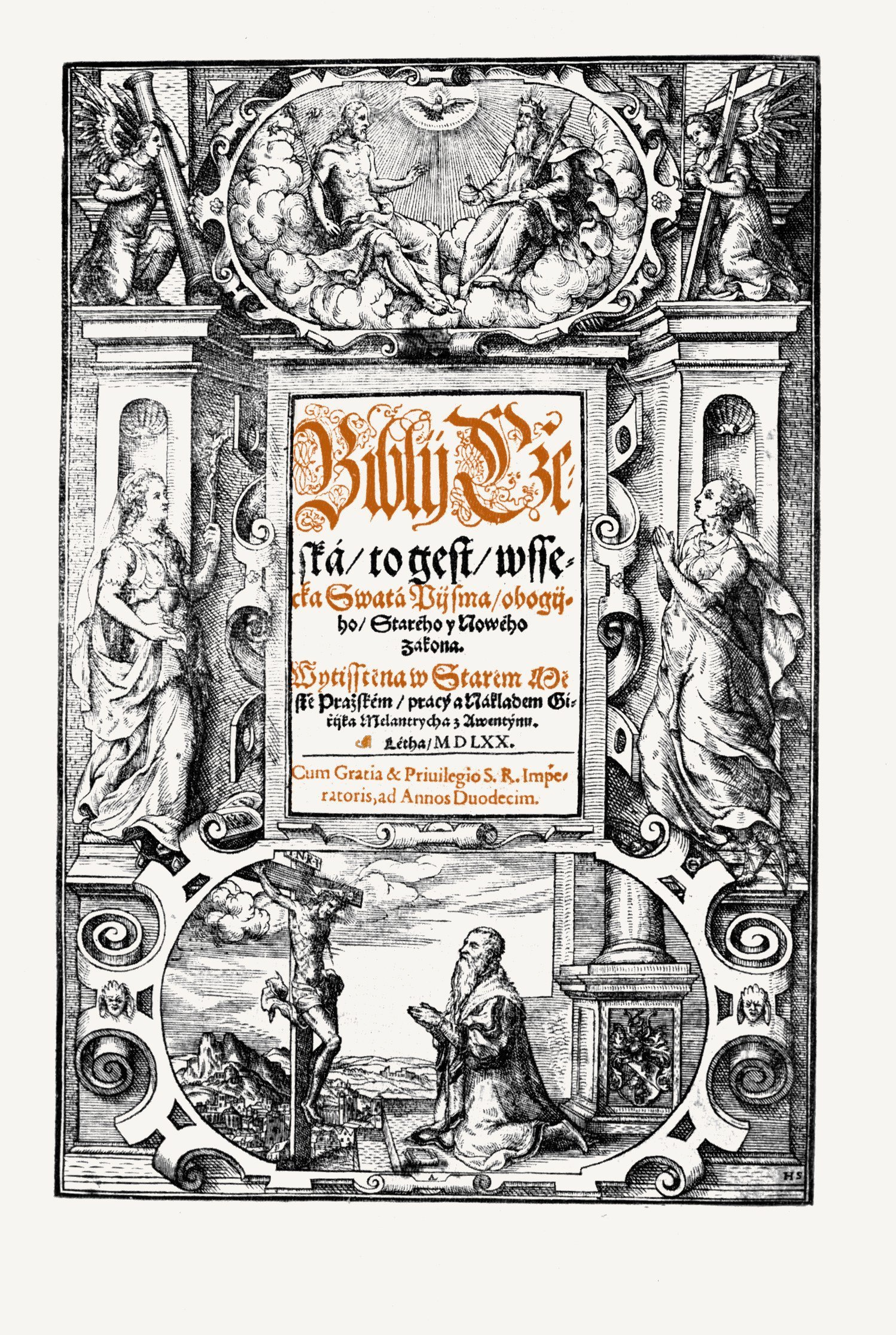
Bible Česká – titulní list, Jiří Melantrich z Aventina, 1570

České překlady bible jsou překlady textu biblických knih do českého jazyka. Překlady měly význam náboženský, pro poznání základní posvátné knihy křesťanství ze strany širšího českého obyvatelstva. Vzhledem k rozsahu a náročnosti úkolu však také odráží kulturní a jazykovou úroveň své doby a zároveň zpětně kulturní sféru tyto překlady ovlivňovaly.
Nejstarší překlady biblických textů na českém, respektive moravském území jsou překlady do staroslověnštiny související s cyrilometodějskou misí v 9. století. V následujících staletích se díky západní, latinské liturgii a omezené gramotnosti české překlady omezují na útržky (glosy) nebo určité části (žaltář). První překlad celé bible z latinské Vulgaty vznikl kolem roku 1360, další dva překlady (redakce) následovaly ještě do počátku husitství, které ovlivnila právě i laická znalost bible. Další redakce vzniká v pohusitském období, která jako jedna z prvních národních překladů vychází i tiskem (Pražská bible, 1488).
První český překlad z původních jazyků (hebrejština, aramejština a řečtina) vznikl v prostředí Jednoty bratrské v druhé polovině 16. století a je znám jako Bible kralická. Tento text je významný jak z hlediska kvality překladu – i v mezinárodním měřítku, tak pro svou kvalitu a vliv humanistické češtiny. Kvůli rekatolizaci byla po roce 1613 vydávána již pouze v exilu, pro potřeby českých čtenářů vznikl barokní katolický překlad, Bible svatováclavská.
Nové impulzy přináší od 19. století národní obrození a rozvoj vědeckého zkoumání širších souvislostí (biblistika). Vzniká tak řada moderních překladů bible, z nichž nejvýznamnější je český ekumenický překlad (1961–1979), který vznikl spoluprací protestantských a katolické církve.
Svědkové Jehovovi používají vlastní Překlad nového světa.

## Předlohy a čeština
Překlady do staroslověnštiny a později do češtiny se vytvářely od okamžiku, kdy se na území Čech a Moravy dostalo křesťanství a s ním i Písmo. Až na výjimku, kterou je Bible kralická, byly všechny staročeské překlady bible vytvořeny na základě nikoli původních textů (hebrejských, aramejských a řeckých), ale na základě latinské Vulgáty, neboť ta byla oficiálně používaným textem katolické církve od doby, kdy pronikla na Západ a kdy přerušila kontakty s řeckým Východem.
Překlady bible byly velmi důležité pro vývoj českého spisovného jazyka, neboť představovaly „vznešené použití jazyka“ pro posvátný text. Díky překladům se také vytvořil a ustálil psaný český jazyk a ze sporů o formu jazyka používaného v biblických překladech vznikly i první české gramatiky (např. Grammatika česká v dvojí stránce).

## Středověké překlady

### První zlomkové překlady
Nejstarší dochované české překlady nejsou celé bible, ale překlady různých úryvků. Z 11. a 12. století pocházejí tzv. staročeské glosy, tedy glosy vpisované mezi řádky latinské bible, které se v případě tzv. Vídeňských glos ještě prolínají s církevní slovanštinou. První souvislé překlady biblických textů (evangelia a žalmy) vznikaly v 13. a 14. století, zvláště v ženských klášterech, kde byla znalost latiny omezená, a kde tedy byla potřeba porozumění textu v mateřštině větší.
Dochované žaltáře z této doby pocházejí ze dvou překladových verzí. První (2. pol. 13. stol.) je dosvědčena v pozdějších textech Žaltáře Wittemberského nebo v glosách tzv. Glosovaného žaltáře. Objevuje se též v Bibli drážďanské. Druhá překladová verze (pol. 14. stol.) je snahou opravit a vylepšit verzi první; je doslovnější, bohatší na české neologismy, vyznačují se i větší snahou o poetičnost. Text je dochován např. v Žaltáři klementinském.
První nám známý překlad evangelií pochází pravděpodobně z Břevnova z přelomu 13. a 14. století. Je dochován ve zlomcích a vznikl v polovině 14. století.

### První staročeská redakce
Nejstarší známý (nedochovaný) překlad celé bible je tzv. Bible leskovecko-drážďanská z doby okolo roku 1360. Stejnou verzi překladu najdeme i v Bibli olomoucké a v litoměřicko-třeboňské. Kromě těchto úplných verzí překladu se nám první redakce dochovala u evangelií v Čtenie zimnieho času (60. léta 14. stol.), v Prorocích kutnohorských či Rajhradských glosách. Do první redakce se řadí i Matoušovo evangelium s homiliemi.
Překlad byl vytvořen dvěma překladateli nebo skupinami překladatelů. Jeden pocházel patrně z Břevnova, druhým byl jinak neznámý pražský dominikán, autor mimo jiné i Života Krista Pána a Staročeského pasionálu. I tento překlad, podobně jako překlady předchozí, vznikl pro potřeby ženského kláštera. Na to ukazuje mimo jiné například i zmírňování popisu násilných a sexuálních scén v biblickém textu. Překlad začal vznikat pravděpodobně před rokem 1357, jeho předlohou byla Vulgáta pařížského typu.
Tato redakce měla velký vliv i na mimočeské slovanské překlady, zvláště na polský. Jeho znalost se odráží např. v polském žaltáři Jadwigy. Verzi evangelií této redakce najdeme i v latinsko-německo-českém evangeliáři královny Anny České (sestry Václava IV. provdané do Anglie, kam si s sebou svůj exemplář odvezla).
Bible této redakce nebyly obvykle opatřovány prology s výjimkou Genesis, před Matoušovým evangeliem, obecného prologu k novozákonním listům a obsahů Pavlových listů. Poprvé se překlad prologů objevuje v Bibli litoměřicko-třeboňské.

### Druhá staročeská redakce
Začátkem 15. století došlo k závažné revizi prvního překladu bible, čímž se objevuje tzv. 2. staročeská redakce. Zrevidován byl částečně Starý zákon (od knih Královských dále) a celý Nový zákon. Mudroslovné knihy byly původně opsány. Do této skupiny patří následující bible: Bible boskovická (nejstarší, s novým diakritickým pravopisem), Bible Bočkova, Bible litoměřická jednosvazková, Bible hlaholská, Bible moskevská, Mlynářčina bible, Bible Duchkova a další. První náznaky a části se však objevují již v Bibli olomoucké (epištoly a Skutky apoštolů). Fonetika zůstala zachována, z jazykového hlediska došlo k částečnému ústupu aoristů a imperfekt. Změny nastaly též v syntaxi a lexiku.
Žaltář (celkově již třetí staročeský překlad) druhé redakce se promítl opět do polštiny v Žaltář floriánský.
Mezi biblemi druhé redakce je možné rozlišit tři fáze:
1. Střídání přepracovaných a starých částí (2. a 1. redakce)
2. Různé složení redakcí, přeloženy i knihy mudroslovné (Bible litoměřická jednosvazková)
3. Kontaminace vznikající 3. redakcí, jazykové revize

### Třetí staročeská redakce
Třetí redakce staročeského textu byla vytvořena kvůli potřebě přetlumočení textu Starého zákona. Jedná se o úplný nový překlad Starého zákona a o revizi druhé redakce překladu Nového zákona. Tato redakce začala vznikat v okolí Husově okolo roku 1410. Překlad je založen na opraveném textu Vulgáty pařížského typu. Překlad je dílem jediného autora, vykazuje jednotnou terminologii. Překladatel omezil aoristy, jeho dílo vykazuje značné množství latinismů a germanismů. Dochází k vypouštění pomocného slovesa u třetích osob préterita.
Nejstarším známým užitím této redakce překladu je Husova Postilla nedělní (1413), kde ji Hus kombinuje s druhou redakcí. Třetí redakce pronikala často formou glos. V rámci této redakce vznikly Bible Padeřova, Bible nymburská a další.

### Čtvrtá staročeská redakce
Čtvrtá a poslední staročeská redakce vznikla za doby Jiřího z Poděbrad nebo Vladislava Jagellonského, někdy v 80. letech 15. století. Tento český text byl pořízen pro první české tištěné bible. První český biblický tisk, který vyšel jen 20 let po prvním tištěném vydání latinském (Bible Mazarinova), byl Dlabačův Nový zákon (před 1487) a český žaltář. První tištěné české bible jsou Bible pražská, Bible kutnohorská, první v zahraničí tištěná česká Bible benátská, 2 Bible Severýnovy, Bible norimberská, 5 biblí Melantrichových či Bible Veleslavínova. Objevuje se i Klaudyánův Nový zákon (1518), který je významný tím, že jako bratrský tisk otevírá dlouholetou polemiku o biblický sloh a pravopis.
V tisku bible v národním jazyce je čeština významná, neboť spolu s francouzštinou a němčinou jsou to jediné národní jazyky, v nichž vyšla bible tiskem ještě před rokem 1501.
Tato redakce je spíše revizí redakce třetí, používá i některé prvky z prvních dvou redakcí. Překlad je nejednotný, dílem více autorů, více dbá na srozumitelnost než na přesnost (oproti 3. redakci).

## Novověké překlady
Prvním samostatným překladem, dokonce z původních biblických jazyků, byl Blahoslavův Nový zákon (přeložen z latiny s přihlédnutím k řeckému textu) a následná Bible kralická (1579–1588). Částečně konkurenční bylo katolické (jezuitské) vydání nového českého překladu, Bible svatováclavská (1677–1715). Tato bible byla oficiální biblí používanou od té doby v česky mluvících zemích Rakouské monarchie. Její 3., lidové vydání (na popud Marie Terezie) se nazývá Bible císařská (1778–1780), 4. vydání ilustrované významnými světovými malíři, Zlatá bible (1884–1894).

## Moderní překlady
Další překlady již byly tvořeny na základě původních biblických jazyků (nebo aspoň s přihlédnutím k nim) a řadí se mezi moderní české překlady. Pocházejí z 20. a počátku 21. století. Z nich nejvýznamnější je český ekumenický překlad, který začal vycházet v roce 1968, ale celý vyšel až v roce 1979.

## Porovnání překladů
| Překlad                           | Genesis 1,1–3 | Jan 3,16 |
| --------------------------------- | --- | --- |
| Kralická Bible (1613)             | Na počátku stvořil Bůh nebe a zemi. Země pak byla nesličná a pustá, a tma byla nad propastí, a Duch Boží vznášel se nad vodami. I řekl Bůh: Buď světlo! I bylo světlo.                         | Nebo tak Bůh miloval svět, že Syna svého jednorozeného dal, aby každý, kdož věří v něho, nezahynul, ale měl život věčný. |
| Svatováclavská Bible (1677, 1715) | Na počátku stvořil Bůh nebe a zemi. Země pak byla nenesoucí užitku a prázdná, a tmy byly nad tváří propasti; a Duch Boží vznášel se nad vodami. I řekl Bůh: Buď světlo. A učiněno jest světlo. | Nebo tak Bůh miloval svět, že Syna svého jednorozeného dal, aby každý, kdož věří v něho, nezahynul, ale měl život věčný. |
| Ekumenický překlad (1979)         | Na počátku stvořil Bůh nebe a zemi. Země byla pustá a prázdná a nad propastnou tůní byla tma. Ale nad vodami vznášel se duch Boží. I řekl Bůh: „Buď světlo!“ A bylo světlo.                    | Neboť Bůh tak miloval svět, že dal svého jediného Syna, aby žádný, kdo v něho věří, nezahynul, ale měl život věčný.      |
| Překlad 21. století (2009)        | Na počátku Bůh stvořil nebe a zemi. Země pak byla pustá a prázdná, nad propastí byla tma a nad vodami se vznášel Boží Duch. Bůh řekl: „Ať je světlo!“ – a bylo světlo.                         | Neboť Bůh tak miloval svět, že dal svého jednorozeného Syna, aby žádný, kdo v něj věří, nezahynul, ale měl věčný život.  |